# Riccardo Tozzi (imprenditore)
Riccardo Tozzi (Roma, 19 agosto 1947) è un imprenditore, produttore cinematografico e produttore televisivo italiano.
Ha fondato Cattleya. È stato presidente dell'ANICA dal 2011 al 2016.

## Biografia
Consegue la Maturità Classica e Laurea in Diritto Internazionale presso l'Università degli Studi di Roma La Sapienza.
Dopo una breve esperienza nell’ufficio studi di una grande banca, lavora nel gruppo Rai, dove diventa responsabile delle vendite internazionali. Si occupa dei film dei principali autori italiani del periodo: Taviani, Olmi, Fellini, Antonioni, Bellocchio, tra gli altri. Gestisce inoltre le coproduzioni delle principali serie Rai, a cominciare da La Piovra.
Passa successivamente al gruppo Mediaset, dove fonda e dirige la struttura di produzione di serie, fra le quali Mamma Lucia (con Sophia Loren), Fantaghirò, Disperatamente Giulia, Il Conte di Montecristo (con Gerard Depardieu e Ornella Muti).
Nel 1997 fonda Cattleya, di cui è presidente e direttore creativo. Nel capitale di Cattleya sono entrati prima la DeAgostini, poi la Universal ed infine ITV Studios.
Sotto la sua direzione artistica Cattleya ha prodotto circa 80 film. Si basa su una strategia in cui l’elemento centrale è la forza dell’idea di partenza, con un ricorso sistematico ai libri, reso naturale per il forte interesse personale per la letteratura (che si riflette nel nome della società); su una cura particolare dello sviluppo della sceneggiatura e il coinvolgimento di registi di gran talento. Dedica una particolare attenzione all’uso dei generi (il crime soprattutto) come modello narrativo. Tra i titoli più rilevanti: Un tè con Mussolini (Franco Zeffirelli), La bestia nel cuore (Cristina Comencini, candidato agli Oscar nel 2006), Io non ho paura (Gabriele Salvatores), Romanzo criminale (Michele Placido), Tre metri sopra il cielo (Luca Lucini), Mio fratello è figlio unico (Daniele Luchetti), Benvenuti al Sud (Luca Miniero), Caterina va in città (Paolo Virzì) e L’immortale (Marco D’Amore).
A partire dagli anni ‘10 del 2000, sviluppa un forte interesse per la serialità, nelle sue nuove forme, attratto soprattutto dalla stimolante ricchezza delle strutture narrative. Anche in questo campo perfeziona, con il gruppo editoriale creato (considerato un’eccellenza europea), un metodo basato sull’incrocio di mezzi e linguaggi (libro-film e serie) e sulla cura totale del processo di produzione in tutte le sue fasi.
Nella serialità ha prodotto circa 50 stagioni, fra cui: Romanzo criminale - La Serie, Gomorra, Suburra - La Serie, Petra, ZeroZeroZero, Citadel: Diana.
Cattleya ha attualmente circa 100 dipendenti di cui 80 donne. Per fatturato e risultati economici è fra le principali società di produzione europee.
È stato presidente dell’ANICA dal 2001 al 2016, ed è membro della Academy of Motion picture Arts and Sciences dal 2022.

## Filmografia

### Cinema
- Matrimoni, regia di Cristina Comencini (1998)
- Un tè con Mussolini, regia di Franco Zeffirelli (1999)
- Liberate i pesci!, regia di Cristina Comencini (2000)
- Se fossi in te, regia di Giulio Manfredonia (2001)
- Mari del sud, regia di Marcello Cesena (2001)
- Come Harry divenne un albero, regia di Goran Paskaljevic (2001)
- Blek Giek, regia di Enrico Caria (2001)
- La volpe a tre zampe, regia di Sandro Dionisio (2002)
- Il sorriso di Diana, regia di Luca Lucini (2002)
- Il più bel giorno della mia vita, regia di Cristina Comencini (2002)
- Un viaggio chiamato amore, regia di Michele Placido (2002)
- Hotel, regia di Mike Figgis (2002)
- Il gioco di Ripley, regia di Liliana Cavani (2002)
- El Alamein - La linea del fuoco, regia di Enzo Monteleone (2002)
- Callas Forever, regia di Franco Zeffirelli (2002)
- Io non ho paura, regia di Gabriele Salvatores (2003)
- Caterina va in città, regia di Paolo Virzì (2003)
- Non ti muovere, regia di Sergio Castellitto (2004)
- Tre metri sopra il cielo, regia di Luca Lucini (2004)
- Ovunque sei, regia di Michele Placido (2004)
- Occhi di cristallo, regia di Eros Puglielli (2004)
- È già ieri, regia di Giulio Manfredonia (2004)
- L'uomo perfetto, regia di Luca Lucini (2005)
- Mare nero, regia di Roberta Torre (2005)
- Quando sei nato non puoi più nasconderti, regia di Marco Tullio Giordana (2005)
- Vai e vivrai, regia di Radu Mihăileanu (2005)
- Romanzo criminale, regia di Michele Placido (2005)
- La bestia nel cuore, regia di Cristina Comencini (2005)
- El método, regia di Marcelo Piñeyro (2005)
- La stella che non c'è, regia di Gianni Amelio (2006)
- N (Io e Napoleone), regia di Paolo Virzì (2006)
- L'estate del mio primo bacio, regia di Carlo Virzì (2006)
- Commediasexi, regia di Alessandro D'Alatri (2006)
- Lezioni di volo, regia di Francesca Archibugi (2007)
- Ho voglia di te, regia di Luis Prieto (2007)
- Mio fratello è figlio unico, regia di Daniele Luchetti (2007)
- Lezioni di cioccolato, regia di Claudio Cupellini (2007)
- Bianco e nero, regia di Cristina Comencini (2008)
- Parlami d'amore, regia di Silvio Muccino (2008)
- Solo un padre, regia di Luca Lucini (2008)
- Amore, bugie e calcetto, regia di Luca Lucini (2008)
- Colpo d'occhio, regia di Sergio Rubini (2008)
- Oggi sposi, regia di Luca Lucini (2009)
- Iago, regia di Volfango De Biasi (2009)
- Meno male che ci sei, regia di Luis Prieto (2009)
- Nine, regia di Rob Marshall (2009)
- Le ombre rosse, regia di Francesco Maselli (2009)
- Questione di cuore, regia di Francesca Archibugi (2009)
- Diverso da chi?, regia di Umberto Riccioni Carteni (2009)
- Due partite, regia di Enzo Monteleone (2009)
- Benvenuti al sud, regia di Luca Miniero (2009)
- La nostra vita, regia di Daniele Luchetti (2009)
- Una canzone per te, regia di Herbert Simone Paragnani (2009)
- Un altro mondo, regia di Silvio Muccino (2010)
- La donna della mia vita, regia di Luca Lucini (2010)
- Terraferma, regia di Emanuele Crialese (2011)
- Quando la notte, regia di Cristina Comencini (2011)
- C'è chi dice no regia di Giambattista Avellino (2011)
- Lezioni di cioccolato 2 regia di Alessio Maria Federici (2011)
- ACAB - All Cops Are Bastards, regia di Stefano Sollima (2012)
- Romanzo di una strage, regia di Marco Tullio Giordana (2012)
- Cosimo e Nicole, regia di Francesco Amato (2012)
- Benvenuti al Nord, regia di Luca Miniero (2012)
- Il primo uomo, regia di Gianni Amelio (2012)
- Bella addormentata, regia di Marco Bellocchio (2012)
- Educazione siberiana, regia di Gabriele Salvatores (2013)
- Il principe abusivo, regia di Alessandro Siani (2013)
- Anni felici, regia di Daniele Luchetti (2013)
- Stai lontana da me, regia di Alessio Maria Federici (2013)
- Un boss in salotto, regia di Luca Miniero (2014)
- La scuola più bella del mondo, regia di Luca Miniero (2014)
- Si accettano miracoli, regia di Alessandro Siani (2015)
- Torno indietro e cambio vita, regia di Carlo Vanzina (2015)
- Suburra, regia di Stefano Sollima (2015)
- Io sono Tempesta, regia di Daniele Luchetti (2018)
- La fuitina sbagliata, regia di Mimmo Esposito (2018)
- L'immortale, regia di Marco D'Amore (2019)
- The Hanging Sun - Sole di mezzanotte (The Hanging Sun), regia di Francesco Carrozzini (2022)
- Nata per Te, regia di Fabio Mollo (2023)

### Televisione
- Luisa Sanfelice, regia di Paolo Taviani e Vittorio Taviani (2004)
- Dalida, regia di Joyce Buñuel (2006)
- Codice rosso, regia di Riccardo Mosca e Monica Vullo (2006)
- Romanzo criminale - La serie, regia di Stefano Sollima (2008-2010)
- Occhio a quei due, regia di Carmine Elia (2009)
- Tutta la verità, regia di Cinzia TH Torrini (2009)
- Rossella regia di Gianni Lepre (2010)
- Il coraggio di una donna - Rossella Capitolo Secondo, regia di Carmine Elia (2013)
- Ragion di Stato, regia di Marco Pontecorvo (2013)
- Gomorra - La serie (2014-2021)
- La strada dritta, regia di Carmine Elia (2014)
- Grand Hotel, regia di Luca Ribuoli (2014)
- Tutto può succedere, regia di Lucio Pellegrini e Alessandro Angelini (2015)
- Suburra - La serie, regia di Michele Placido, Andrea Molaioli, Giuseppe Capotondi, Piero Messina e Arnaldo Catinari (2017-2020)
- Nero a metà, regia di Marco Pontecorvo e Claudio Amendola (2018-in corso)
- Romulus, regia di Matteo Rovere, Michele Alhaique, Enrico Maria Artale, Francesca Mazzoleni (2020-2022)
- Petra, regia di Maria Sole Tognazzi (2020-in corso)
- ZeroZeroZero (2020)
- Masantonio - Sezione scomparsi, regia di Fabio Mollo e Enrico Rosati (2021)
- Quattro metà, regia di Alessio Maria Federici (2022)
- Noi, regia di Luca Ribuoli (2022)
- Circeo, regia di Andrea Molaioli (2022)
- Django, regia di Francesca Comencini, David Evans e Enrico Maria Artale – miniserie TV (2023)
- Suburræterna, regia di Ciro D'Emilio e Alessandro Tonda – serie TV (2023)
- Un amore, regia di Francesco Lagi - miniserie TV (2024)
- Inganno, regia di Pappi Corsicato - miniserie TV (2024)
- Citadel: Diana, regia di Arnaldo Catinari - serie TV (2024)
- ACAB - La serie, regia di Michele Alhaique – serie TV (2025)
- Gerri, regia di Giuseppe Bonito – serie TV (2025)